# Lars Bom
Lars Bom Olesen (født 8. april 1961 i Søborg) er en dansk skuespiller. Han er uddannet på Statens Teaterskole i 1985. Lars Bom har medvirket i diverse teaterstykker, film og tv-serier, han har desuden vundet en pris for Bedste Skuespiller i 1999 ved Fantafilm festivalen, for hans rolle i Skyggen (1998). Lars Bom er dog bedst kendt for sin rolle i tv-serien Strisser på Samsø, det danske politidrama Rejseholdet, børnefilmen Klatretøsen og den omfattende reklamekampagne for teleselskabet Onfone. Derudover lægger han også stemme til Bamse fra Bamses Julerejse
Udover skuespil dyrker Lars Bom også løbetræning og udgav en DVD/bog om løb i 2007. Hans bedste maratontid er på 3 timer og 16 min.

## Filmografi

### Film
- 1983 – De uanstændige
- 1988 – Time Out
- 1989 – Miraklet i Valby
- 1995 – Elsker, elsker ikke
- 1996 – Bella, min Bella
- 1996 – Pusher
- 1996 – Krystalbarnet
- 1998 – Skyggen
- 2002 – Klatretøsen
- 2005 – Af banen
- 2005 – Den som frykter ulven
- 2007 – Vikaren
- 2008 – Max Pinlig
- 2010 – Hævnen
- 2011 – Max Pinlig 2 - sidste skrig

### Tv-serier
- 1988 – 1989 – Station 13 (afsnit 1-7)
- 1996 - Bamses Julerejse
- 1996 – Bryggeren (afsnit 1,5)
- 1996 – En fri mand (afsnit 1-2)
- 1997 – 1998 – Strisser på Samsø (afsnit 1-12)
- 2000 – Edderkoppen
- 2000 – 2003 – Rejseholdet
- 2007 – Max
- 2019 – Badehotellet